# Харківський молодіжний театр «Мадригал»

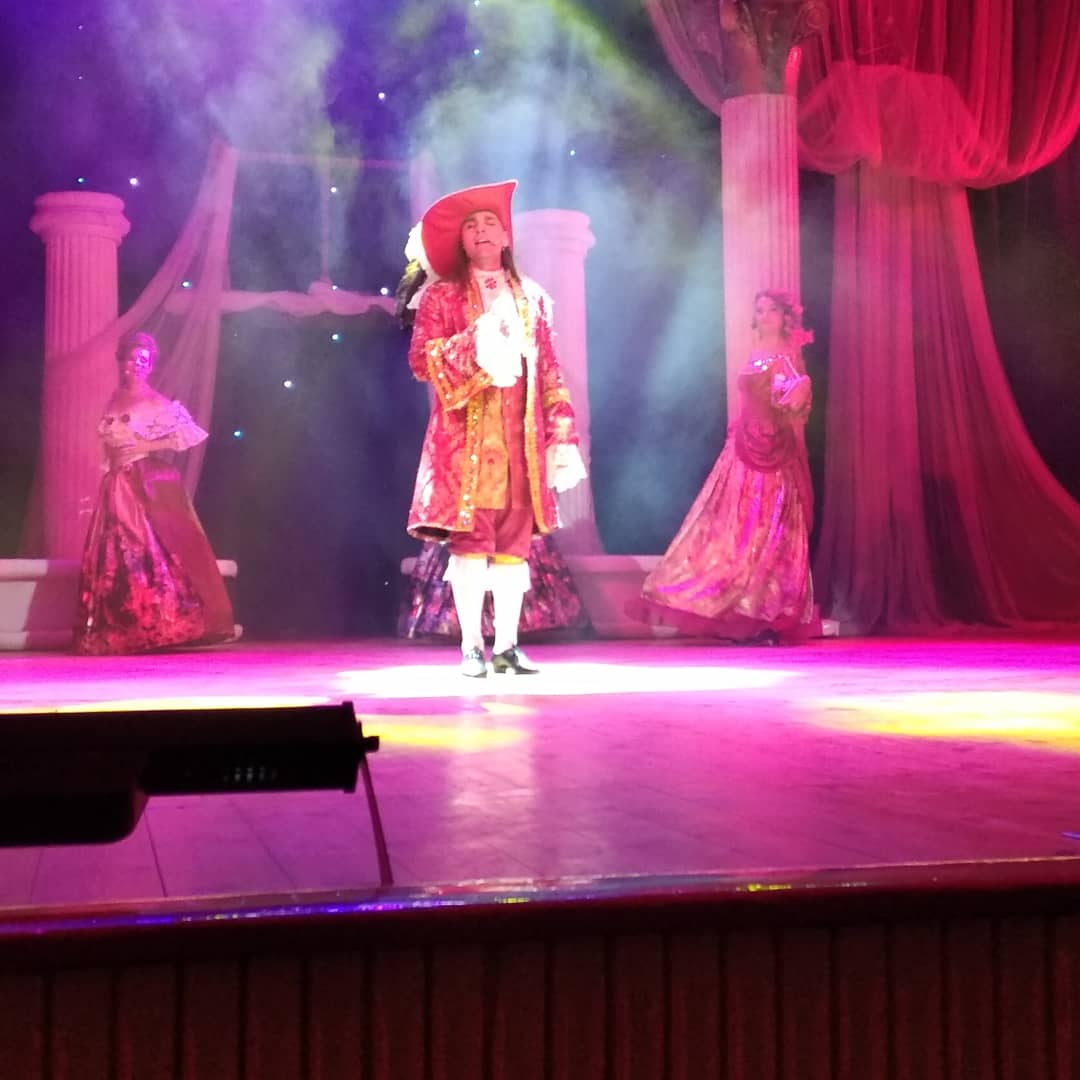
Актор театру Влад Кулєв

Харківський молодіжний театр «Мадрігал» — молодіжний театр у Харкові, що знаходиться за адресою вул. Плеханівська 77.

## Історія
Харківського молодіжного театру «Мадригал» розпочалася 4 грудня 1976 року. Ця дата вважається днем народження театру. Репертуар театру розрахований на дорослу та дитячу аудиторію.
Свої вистави театр розпочав показувати в приміщенні на вулиці Халтуріна, 42. Першим керівником театру став Володимир Какурін. Талант і віра у власні сили, талант молодих акторів зробили театр знаним у Харкові. І сьогодні до трупи театру входять професіонали з великим досвідом роботи і творча молодь.
Сьогодні театр очолює художній керівник, заслужений діяч мистецтв України, лауреат творчої премії Харківської міської ради Олексій Настаченко. Він є актором театру і був обраний керівником на перших виборах в театрі.
Під його керівництвом працює творча «режисерська лабораторія», що включає в себе професіоналів різної спрямованості — режисерів масових видовищ, режисерів драми і мюзиклів, педагогів з вокалу, хореографії, акторської майстерності.
У 1986 році театр змінив своє місце розташування. Вистави проходили в будинку культури заводу «ФЕД». У цей час театр став лауреатом фестивалів студентських колективів «Меридіан» та «Антреприза», а також форумів «Горлівка-89», «Березіль-93».
У 2002 році театр був учасником міської благодійної акції «Витоки добра» (2002), а також став лауреатом муніципальної творчої премії за спектакль «Шут Балакирев» Г. Горіна.
2004 року театр став володарем гран-прі на фестивалі недержавних театрів «Курбалесія» за спектакль «Біла ворона», а наступного року — художній керівник театру став лауреатом у номінації «Краща режисура» за спектакль «Віддайтейся гіпнотизеру».
З осені 2017 року, спектаклі театру «Мадригал» проходять у Харківському муніципальному культурному центрі" (кол. ПК «Металіст»)
Молодіжний театр «Мадригал» займається підготовкою заходів різного масштабу, зокрема, свят загальноміського масштабу (напр., День випускника, посвячення в студенти, відкриття малих Олімпійських ігор, Масниця, етнофестиваль «Печенізьке поле» тощо). Також актори театру брали участь у спільних постановках з акторами інших театрів Харкова, зокрема, Харківського національного академічного театру опери та балету імені Миколи Лисенка.

## Репертуар

### Вистави для дорослих
- Легенда мюзикл 2 дії
- Король і шут
- Дон Жуан
- Віддайтеся гіпнотизеру
- Королевські ігри
- Дихай[3]
- Шерлок одружився[2]

### Вистави для дітей
- Забуті іграшки
- Біла відьма Ледінелла
- Таємниця крижаного меча
- Що там за дверима крижаними?
- Принцеса підводного королівства
- Ярмарок чудес

Так само в репертуарі театру величезна кількість шоу- програм, які відрізняються барвистими ростовими ляльками з іграми та конкурсами для дітей.